# Флаг Орловской области
Флаг Орло́вской области является официальным символом Орловской области Российской Федерации.
Флаг принят областным Советом народных депутатов 26 июля 2002 года, утверждён губернатором Егором Строевым 31 июля того же года, и внесён в Государственный геральдический регистр Российской Федерации с присвоением регистрационного номера 1217.

## Описание
«Флаг Орловской области представляет собой прямоугольное полотнище с отношением ширины к длине 2:3, состоящее из червлёной (красной) и лазоревой (голубой) горизонтальных полос. Соотношение червлёной (красной) полосы к ширине полотнища составляет 4/5. В центре червлёной (красной) полосы цветное изображение герба. Соотношение лазоревой (голубой) полосы к ширине полотнища составляет 1/5. Габаритная ширина изображения герба на флаге должна составлять 1:4 части длины полотнища флага».
Полотнище флага выполнено с использованием двух геральдических цветов, которые обозначают:
- червлёный (красный) — символ храбрости, мужества, неустрашимости;
- лазурь (голубой) — символ красоты, величия, чистоты помыслов и духовных устремлений.

23 декабря 2003 года был подписан закон, заменивший цвета флага и герба:

…заменить: 

слова «червлёный (красный)» на слово «красный»; 

слова «лазурь (голубой)» на слово «голубой».